# ألفرد غراي
ألفرد غراي (بالإنجليزية: Alfred Gray)‏ هو سياسي أمريكي، ولد في 5 ديسمبر 1830، وتوفي في 23 يناير 1880 بسبب سل. انتخب عضو مجلس نواب كنساس.